# 아타미시
아타미시(일본어: 熱海市 아타미시[*])는 일본 시즈오카현 동쪽 끝에 있는 시이다. 간토 지방의 가나가와현과 인접한다.

## 지리
이즈반도 동쪽 뿌리에 위치하고, 지역 내부는 대부분 구릉지여서 별장과 주택 등이 고지대에 지어진 경우가 많다. 또 도로도 급한 경사 위에 놓여 있다. 해안도 언덕 부분에 많이 있고 중심부에는 백사장이 형성되어 있다.
온천이 많이 있어 일본의 관광지 중 한 곳으로 알려져 있고, 후지하코네이즈 국립공원의 일부를 이룬다.

## 역사

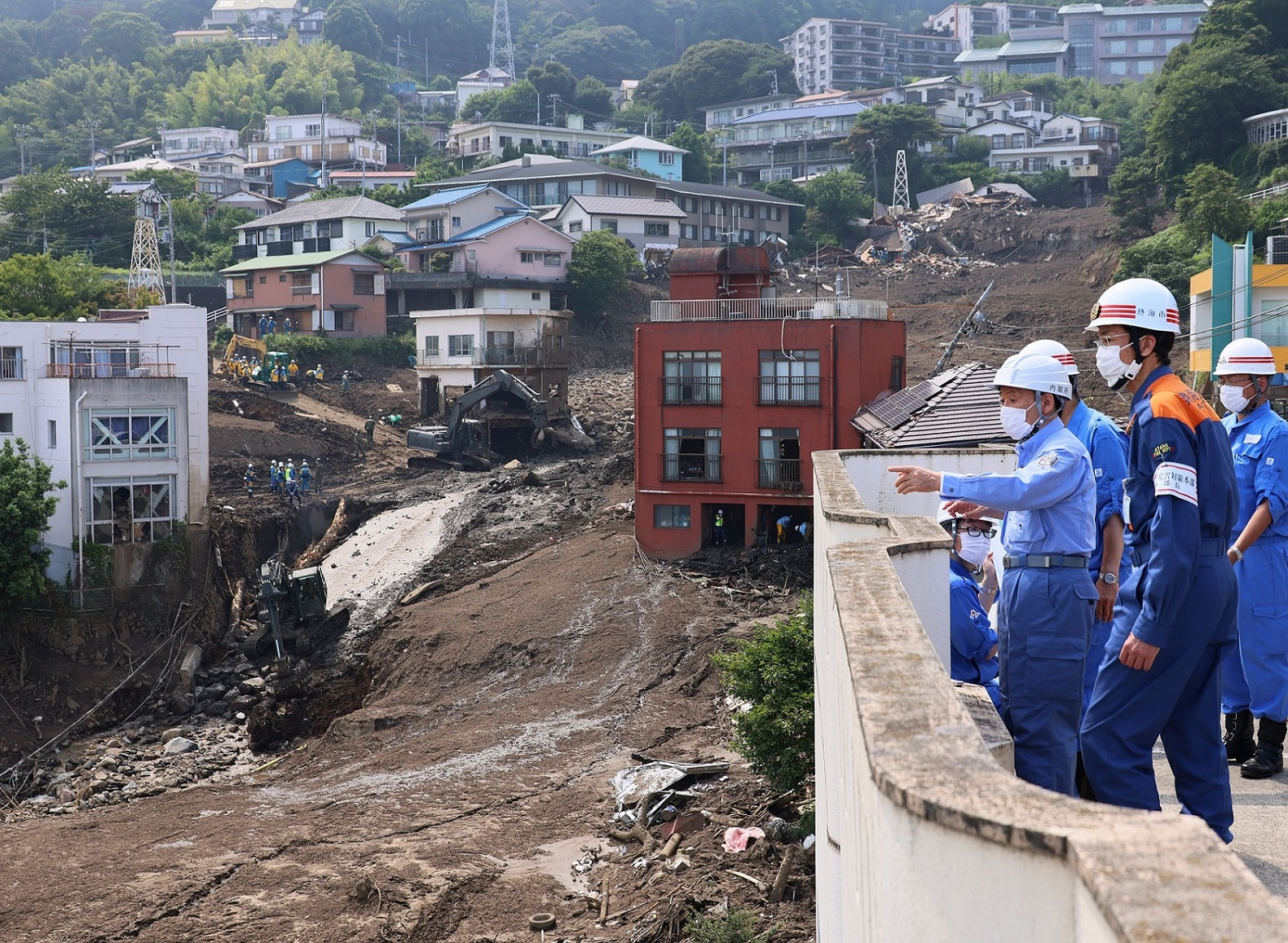
2021년 아타미 산사태

아타미는 8세기 이래로 온천을 중심으로 한 휴양지로 유명했다. 가마쿠라 시대의 미나모토노 요리토모와 호조 마사코는 이곳의 유명한 방문객이다.
1923년 간토 대지진의 진원지는 사가미만의 이즈오섬 밑이었다. 도쿄와 요코하마의 항구, 지바현, 가나가와현, 시즈오카현 등 주변의 현들을 포함해 간토 지방 전체가 광범위한 피해를 입었다. 쓰나미의 높이는 11m에 이르러 마을을 덮쳤고 300명이 익사하였다.
1937년 4월 10일에 다가타군 아타미정·다가촌이 합병해 아타미시가 성립하였다. 1950년에 아타미는 국제관광문화도시로 지정되었고 이 지역의 대형 리조트와 호텔은 빠르게 성장하였다. 1964년에는 도카이도 신칸센이 개통하였다. 그러나 1990년대의 일본 경제 불황과 함께 휴양지로서의 인기는 사그라들게 되었다. 그러나 최근에는 도쿄, 요코하마와 인접한 베드타운으로 부흥하고 있다.
2021년 7월 3일에 아타미시에서 대규모 산사태(토석류)가 발생하여 28명이 사망했다.

## 교통

### 철도
- 도카이 여객철도
  - 도카이도 신칸센
- 동일본 여객철도
  - 도카이도 본선
  - 이토선

### 도로
- 국도 135호선

## 인구
| 연도 | 인구   | ±%     |
| ---- | ------ | ------ |
| 1940 | 27,966 | —      |
| 1950 | 38,938 | +39.2% |
| 1960 | 52,163 | +34.0% |
| 1970 | 51,281 | −1.7%  |
| 1980 | 50,082 | −2.3%  |
| 1990 | 47,291 | −5.6%  |
| 2000 | 42,936 | −9.2%  |
| 2010 | 39,592 | −7.8%  |

## 기후
| 아타미시 아지로의 기후                                       | 아타미시 아지로의 기후 | 아타미시 아지로의 기후 | 아타미시 아지로의 기후 | 아타미시 아지로의 기후 | 아타미시 아지로의 기후 | 아타미시 아지로의 기후 | 아타미시 아지로의 기후 | 아타미시 아지로의 기후 | 아타미시 아지로의 기후 | 아타미시 아지로의 기후 | 아타미시 아지로의 기후 | 아타미시 아지로의 기후 | 아타미시 아지로의 기후 |
| 월                                                           | 1월                    | 2월                    | 3월                    | 4월                    | 5월                    | 6월                    | 7월                    | 8월                    | 9월                    | 10월                   | 11월                   | 12월                   | 연간                   |
| ------------------------------------------------------------ | ---------------------- | ---------------------- | ---------------------- | ---------------------- | ---------------------- | ---------------------- | ---------------------- | ---------------------- | ---------------------- | ---------------------- | ---------------------- | ---------------------- | ---------------------- |
| 역대 최고 기온 °C (°F)                                       | 25.1 (77.2)            | 25.4 (77.7)            | 26.0 (78.8)            | 28.6 (83.5)            | 32.1 (89.8)            | 35.0 (95.0)            | 36.0 (96.8)            | 36.8 (98.2)            | 36.7 (98.1)            | 31.9 (89.4)            | 26.5 (79.7)            | 24.1 (75.4)            | 36.8 (98.2)            |
| 일평균 최고 기온 °C (°F)                                     | 10.7 (51.3)            | 11.3 (52.3)            | 14.2 (57.6)            | 18.8 (65.8)            | 22.7 (72.9)            | 25.0 (77.0)            | 28.9 (84.0)            | 30.2 (86.4)            | 26.7 (80.1)            | 21.8 (71.2)            | 17.2 (63.0)            | 12.9 (55.2)            | 20.0 (68.1)            |
| 일일 평균 기온 °C (°F)                                       | 7.0 (44.6)             | 7.4 (45.3)             | 10.1 (50.2)            | 14.5 (58.1)            | 18.5 (65.3)            | 21.4 (70.5)            | 25.2 (77.4)            | 26.4 (79.5)            | 23.3 (73.9)            | 18.7 (65.7)            | 14.0 (57.2)            | 9.6 (49.3)             | 16.3 (61.4)            |
| 일평균 최저 기온 °C (°F)                                     | 3.9 (39.0)             | 4.0 (39.2)             | 6.6 (43.9)             | 10.9 (51.6)            | 15.3 (59.5)            | 18.8 (65.8)            | 22.6 (72.7)            | 23.8 (74.8)            | 20.9 (69.6)            | 16.1 (61.0)            | 11.3 (52.3)            | 6.6 (43.9)             | 13.4 (56.1)            |
| 역대 최저 기온 °C (°F)                                       | −3.1 (26.4)            | −4.5 (23.9)            | −2.4 (27.7)            | 1.8 (35.2)             | 6.0 (42.8)             | 11.8 (53.2)            | 13.5 (56.3)            | 17.1 (62.8)            | 13.4 (56.1)            | 7.7 (45.9)             | 2.4 (36.3)             | −2.7 (27.1)            | −4.5 (23.9)            |
| 평균 강수량 mm (인치)                                        | 76.1 (3.00)            | 82.0 (3.23)            | 158.0 (6.22)           | 168.1 (6.62)           | 172.6 (6.80)           | 251.5 (9.90)           | 242.5 (9.55)           | 186.0 (7.32)           | 263.9 (10.39)          | 237.3 (9.34)           | 108.4 (4.27)           | 66.3 (2.61)            | 2,012.7 (79.24)        |
| 평균 강설량 cm (인치)                                        | 0 (0)                  | 1 (0.4)                | 0 (0)                  | 0 (0)                  | 0 (0)                  | 0 (0)                  | 0 (0)                  | 0 (0)                  | 0 (0)                  | 0 (0)                  | 0 (0)                  | 0 (0)                  | 1 (0.4)                |
| 평균 강수일수 (≥ 1.0 mm)                                     | 6.1                    | 6.7                    | 10.7                   | 10.2                   | 10.0                   | 12.4                   | 10.9                   | 8.2                    | 12.1                   | 10.2                   | 7.9                    | 6.1                    | 111.5                  |
| 평균 강설일수 (≥ 1 cm)                                       | 0                      | 0.2                    | 0                      | 0                      | 0                      | 0                      | 0                      | 0                      | 0                      | 0                      | 0                      | 0                      | 0.2                    |
| 평균 상대 습도 (%)                                           | 59                     | 60                     | 64                     | 67                     | 72                     | 80                     | 80                     | 79                     | 78                     | 73                     | 69                     | 62                     | 70                     |
| 평균 월간 일조시간                                           | 147.4                  | 142.8                  | 158.2                  | 176.4                  | 184.1                  | 127.7                  | 161.8                  | 194.1                  | 136.9                  | 126.0                  | 128.5                  | 142.8                  | 1,826.7                |
| 출처: 일본 기상청 (평년값: 1991년~2020년, 극값: 1937년~현재) |                        |                        |                        |                        |                        |                        |                        |                        |                        |                        |                        |                        |                        |

## 자매 도시
- 일본 오이타현 벳푸시
- 이탈리아 산레모
- 포르투갈 카스카이스
- 멕시코 아카풀코

## 아타미시를 배경으로 한 영화
- 짱구는 못말려 극장판: 태풍을 부르는 영광의 불고기 로드